# 桜井マリ
桜井 マリ（さくらい まり、1956年5月2日 - ）は、日本の元女優。本名、桜井 万里 (読み同一)。
東京都出身。東京タレントクラブに所属していた。

## 人物
小学生時代に劇団ひまわりに入団し、子役としてテレビドラマ『チャコねえちゃん』などに出演する一方、雑誌モデルとして活動する。
1971年、ある雑誌のモデルとして掲載された写真が、テレビドラマ『ガッツジュン』のスタッフの目に留まり、ヒロインの村丘美代子役でレギュラー出演。当時の紹介記事では「急な話なので、ただ無我夢中です。共演者の足を引っ張らないように頑張ります」と述べている。
1973年、特撮テレビ番組『イナズマン』に、少年同盟の一員である大木サトコ役でレギュラー出演した。『イナズマン』が終了した後の俳優活動は不明である。
趣味は、レコード鑑賞。好きな芸能人は近藤正臣で、近藤と『ガッツジュン』で共演した際には緊張したと当時のプロフィールにて紹介されている。1971年当時は麹町学園女子中学校に在籍していた。

## 出演作品

### テレビドラマ
- ただいま見習中（CX）[2]
- チャコねえちゃん（1967年、TBS）[1][2]
- ガッツジュン（1971年、TBS） - 村丘美代子
- アイアンキング 第21話「カマギュラス殺人ガスを狙う！」（1973年、TBS） - 坂本美子
- イナズマン（1973年 - 1974年、NET） - 大木サトコ

### 映画
- 100発100中 黄金の眼（1968年、東宝） - 混血の少女